# Mal de fondària
El mal de fondària, també anomenat narcosi dels gasos o tradicionalment narcosi del nitrogen, és una alteració reversible de l'estat de consciència d'un individu, que produeix un efecte similar a la intoxicació alcohòlica durant el submarinisme profund amb ampolla de gas comprimit.
Pot produir-se a qualsevol profunditat, tot i que és més evident com més gran és la profunditat. El mecanisme que provoca el mal de fondària en els bussos no està completament explicat, però és un efecte directe de les altes pressions dels gasos utilitzats en el gas respirable sobre la transmissió nerviosa.
Tot i que aquest efecte narcòtic fou observat inicialment amb el nitrogen, altres gasos com l'argó o l'oxigen causen efectes similars a pressions elevades. El xenó fins i tot es pot utilitzar com a anestèsic a pressió atmosfèrica. Aquest efecte dels gasos a pressió sobre el sistema nerviós és conegut en general com a narcosi dels gasos inerts.
| Gas                     | Potència narcòtica relativa |
| ----------------------- | --------------------------- |
| Heli (He)               | 0,045                       |
| Neó (Ne)                | 0,3                         |
| Hidrogen molecular (H₂) | 0,6                         |
| Nitrogen molecular (N₂) | 1,0                         |
| Oxigen molecular (O₂)   | 1,7                         |
| Argó (Ar)               | 2,3                         |
| Criptó (Kr)             | 7,1                         |
| Diòxid de carboni (CO₂) | 20,0                        |
| Xenó (Xe)               | 25,6                        |